# Бельгийско-арабская война
Бельгийско-арабская война (также известная как Конго-Арабская война или Арабские войны) — вооружённый конфликт 1892—1894 годов между Свободным государством Конго, находившимся под контролем бельгийского короля Леопольда II, и занзибарскими работорговцами смешанного арабо-африканского происхождения, называемыми также арабами-суахили. На политическом уровне бельгийцы объявили войну крестовым походом против работорговцев. Война закончилась победой конголезских войск под началом бельгийских офицеров и установлением восточной границы Свободного государства. 

## Боевые действия
В марте и апреле 1892 года Сефу, сын Типпу Тиба, совершил несколько нападений на торговых агентов Свободного государства в Восточном Конго. Также против бельгийцев поднялись некоторые туземные племена. В октябре силы Сефу  достигали 10 000 человек, из них около 500 занзибарцев. Ему противостояли Форс Пюблик — вооружённые формирования Свободного государства, состоявшие из нескольких тысяч рекрутов-африканцев под началом нескольких десятков офицеров-бельгийцев во главе с лейтенантом Франсисом Дани. Он позволил конголезским солдатам взять с собой в поход их многочисленных жен, рабов и слуг, которые обслуживали армию и обоз. Также он запретил причинять ущерб местному населению, что позволило склонить туземцев на сторону Свободного государства.
В ноябре 1892 года Дани атаковал армию Сефу, осаждавшую бельгийский форт на реке Ломами, и нанёс ей поражение.
В начале 1893 года после шестинедельной осады Форс Пюблик захватили ключевой пункт на реке Луалаба — Ньянгве. Город был практически полностью разрушен. Из тысячи городских строений осаду пережило только одно. Затем пал Касонго на севере. Последнее крупное сражение войны произошло 20 октября 1893 года на реке Луама, западнее Танганъики. И хотя бельгийцам не удалось нанести арабам решительного поражения, Сефу погиб в бою, и организованное сопротивление вскоре прекратилось. К январю 1894 года бельгийцам удалось полностью подчинить себе Восточное Конго. Франсис Дани получил дворянский титул барона и в 1895 г. стал вице-губернатором Свободного государства Конго.